# Luděk Vojtěchovský

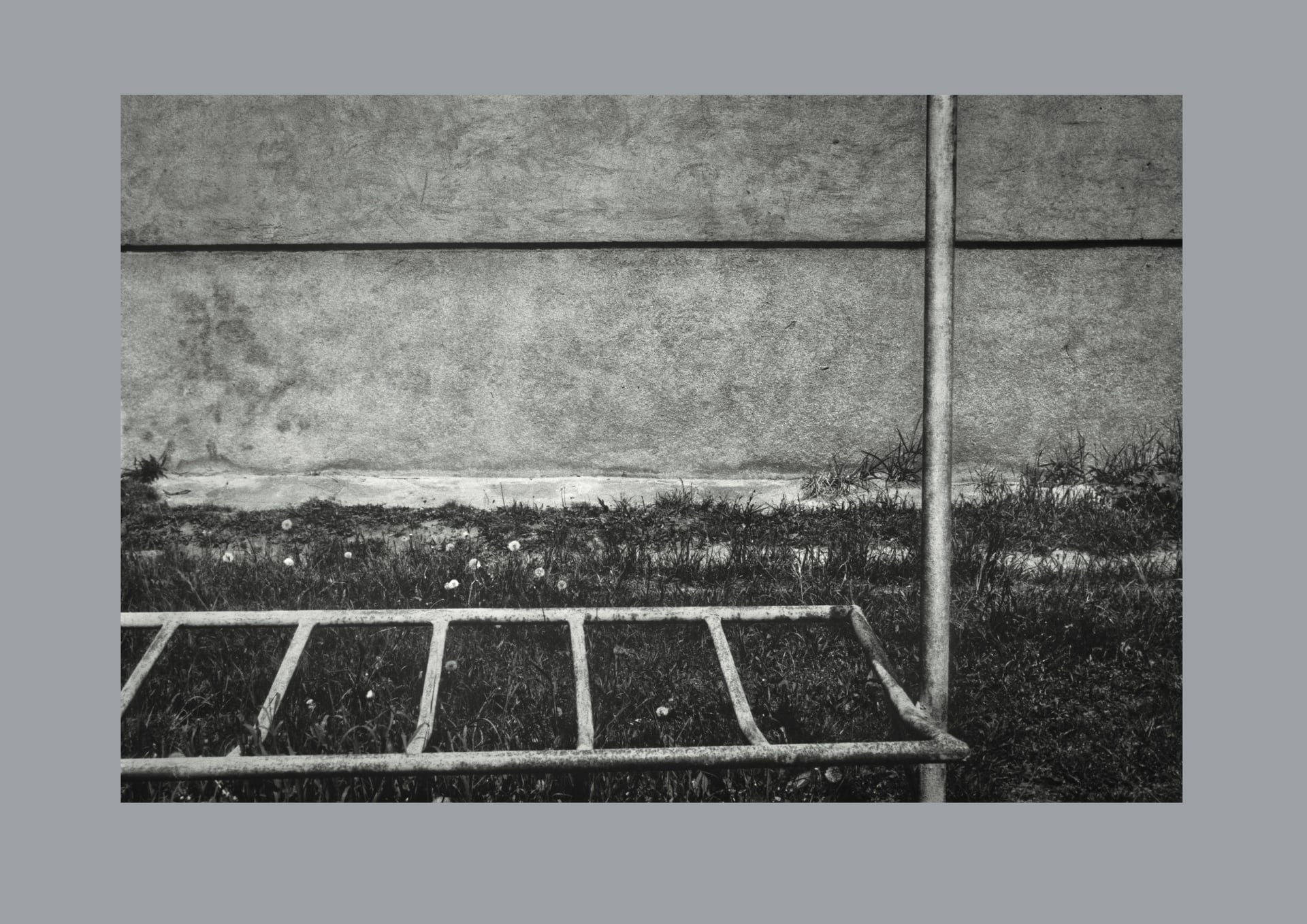
Fragmenty reality I

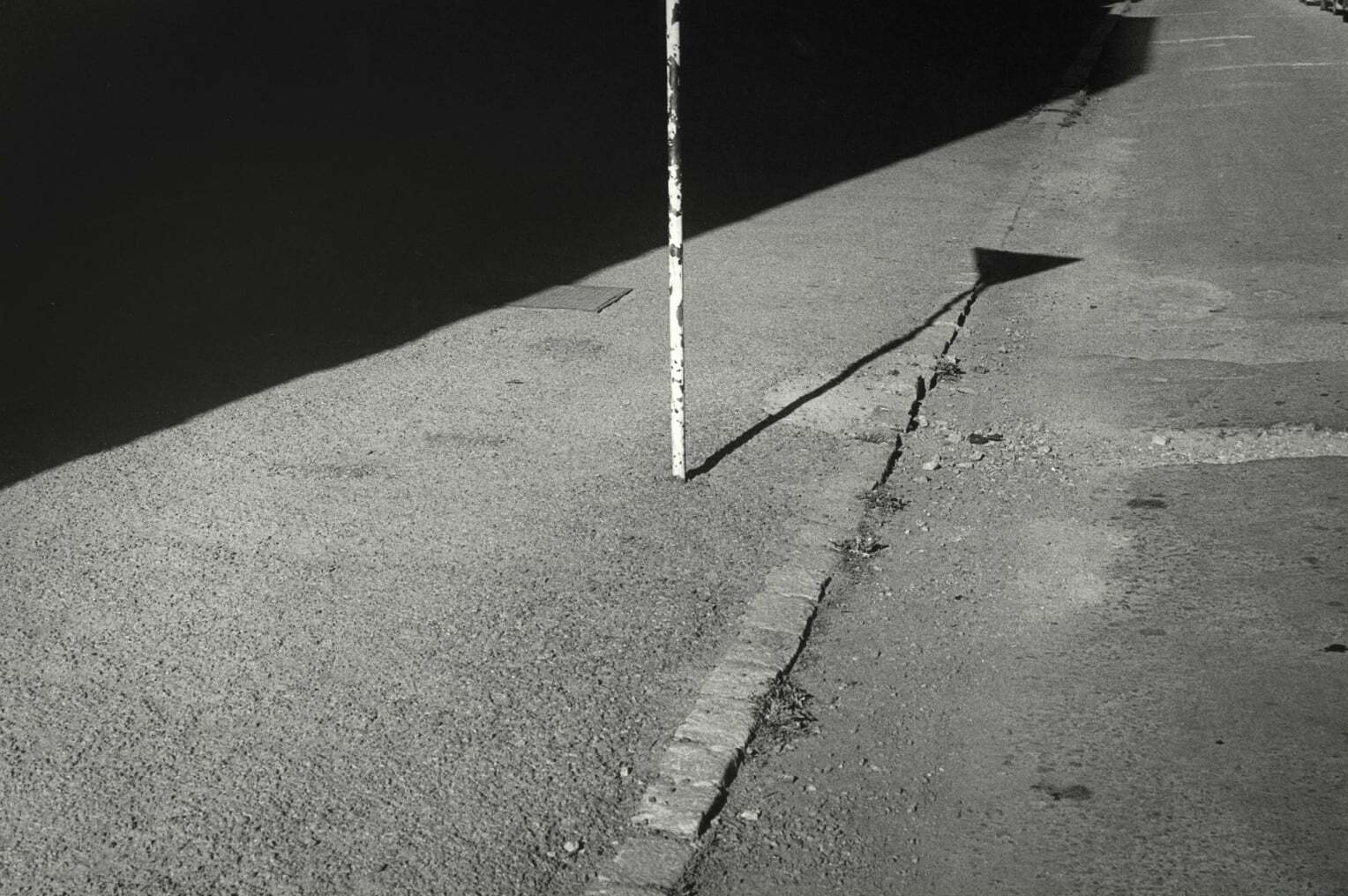
Fragmenty reality II

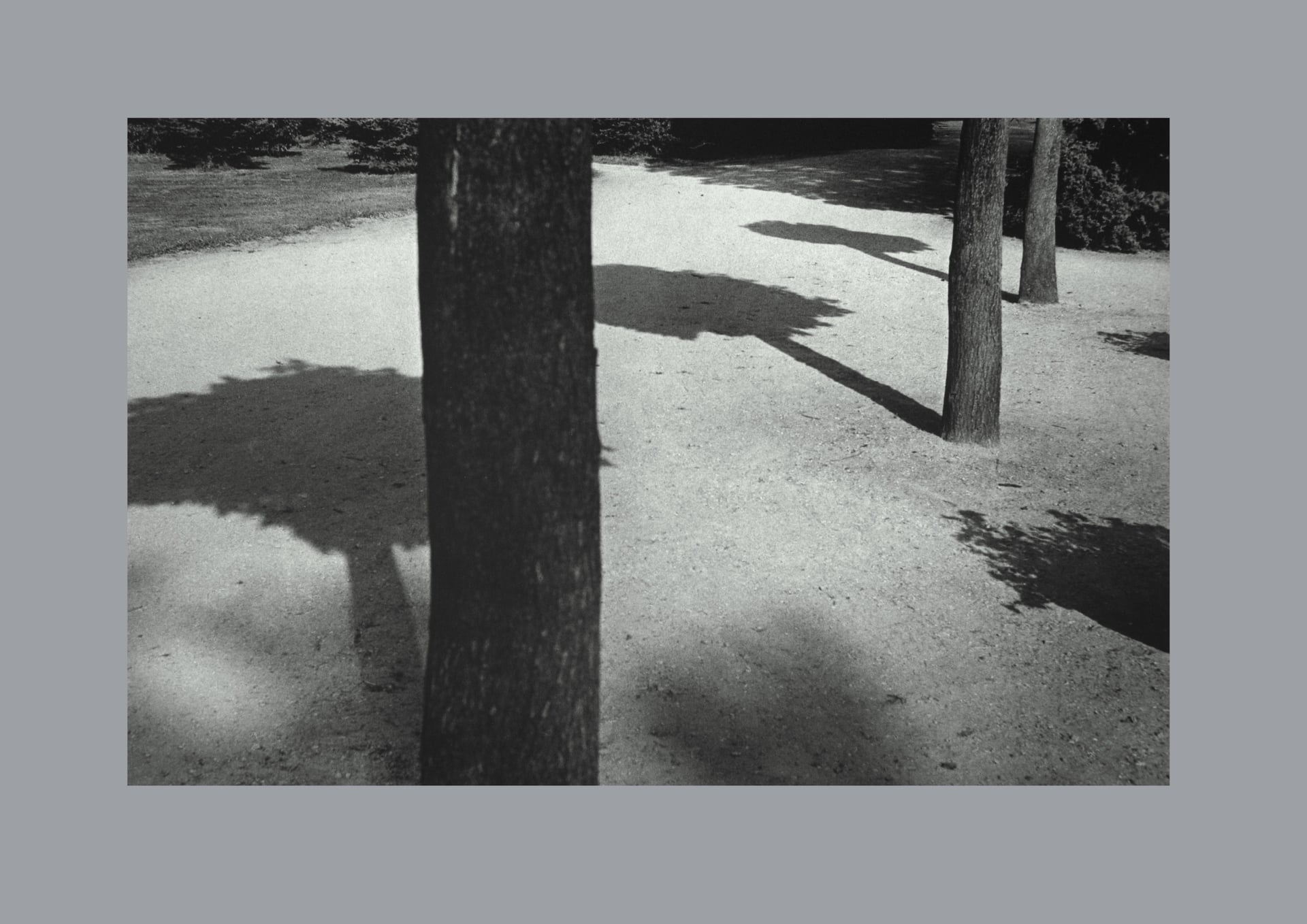
Fragmenty reality III

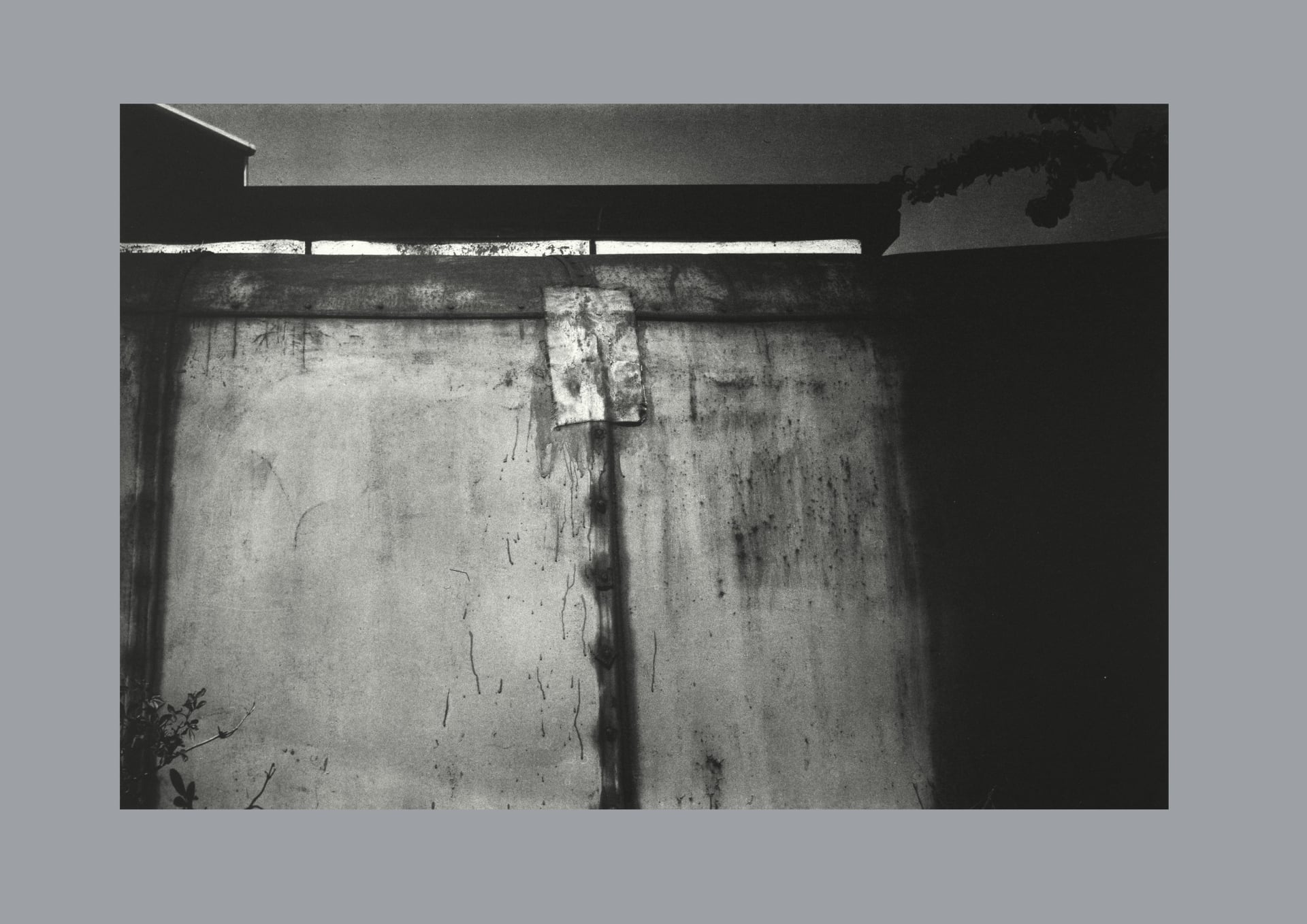
Fragmenty reality IV

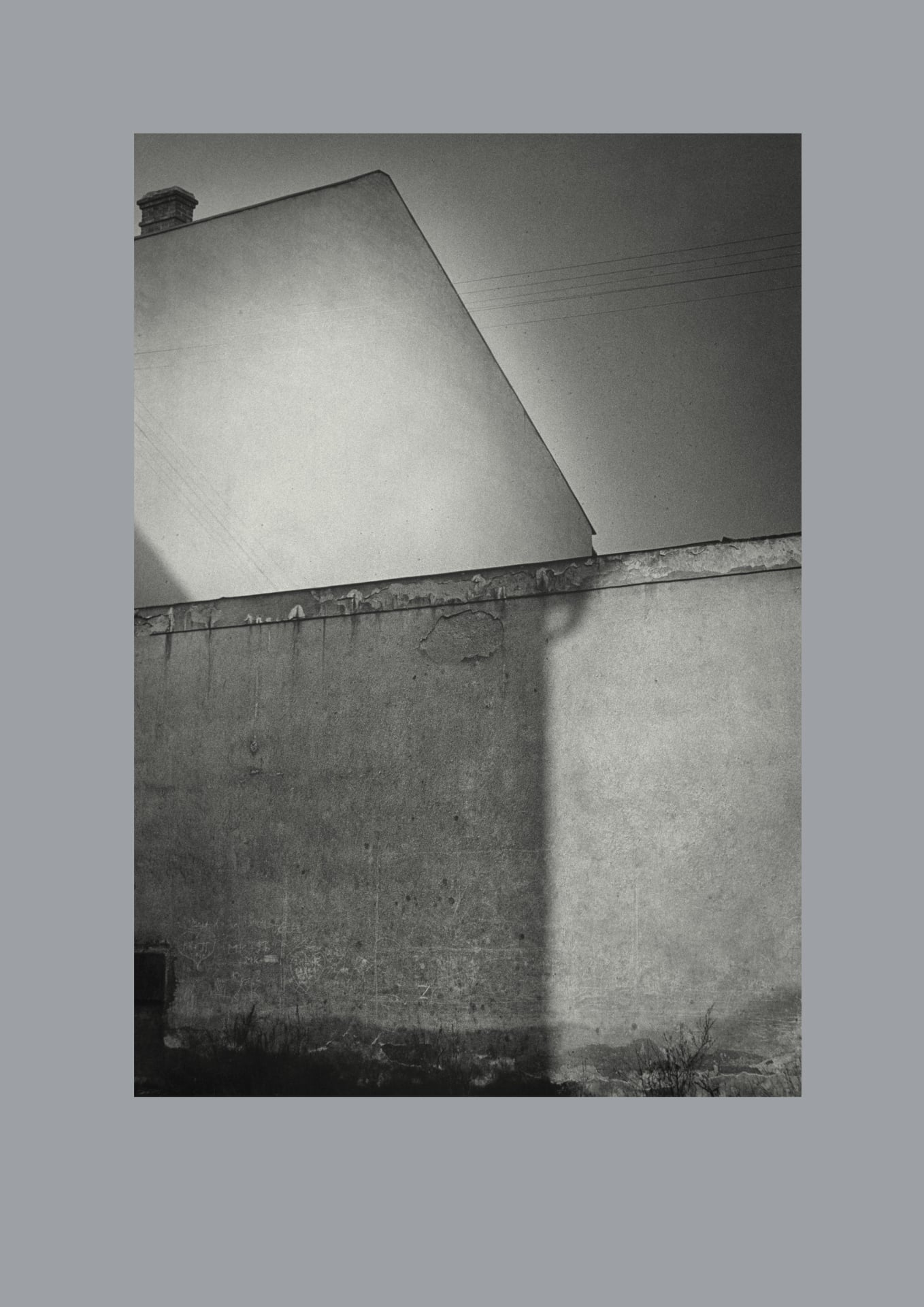
Fragmenty reality IX

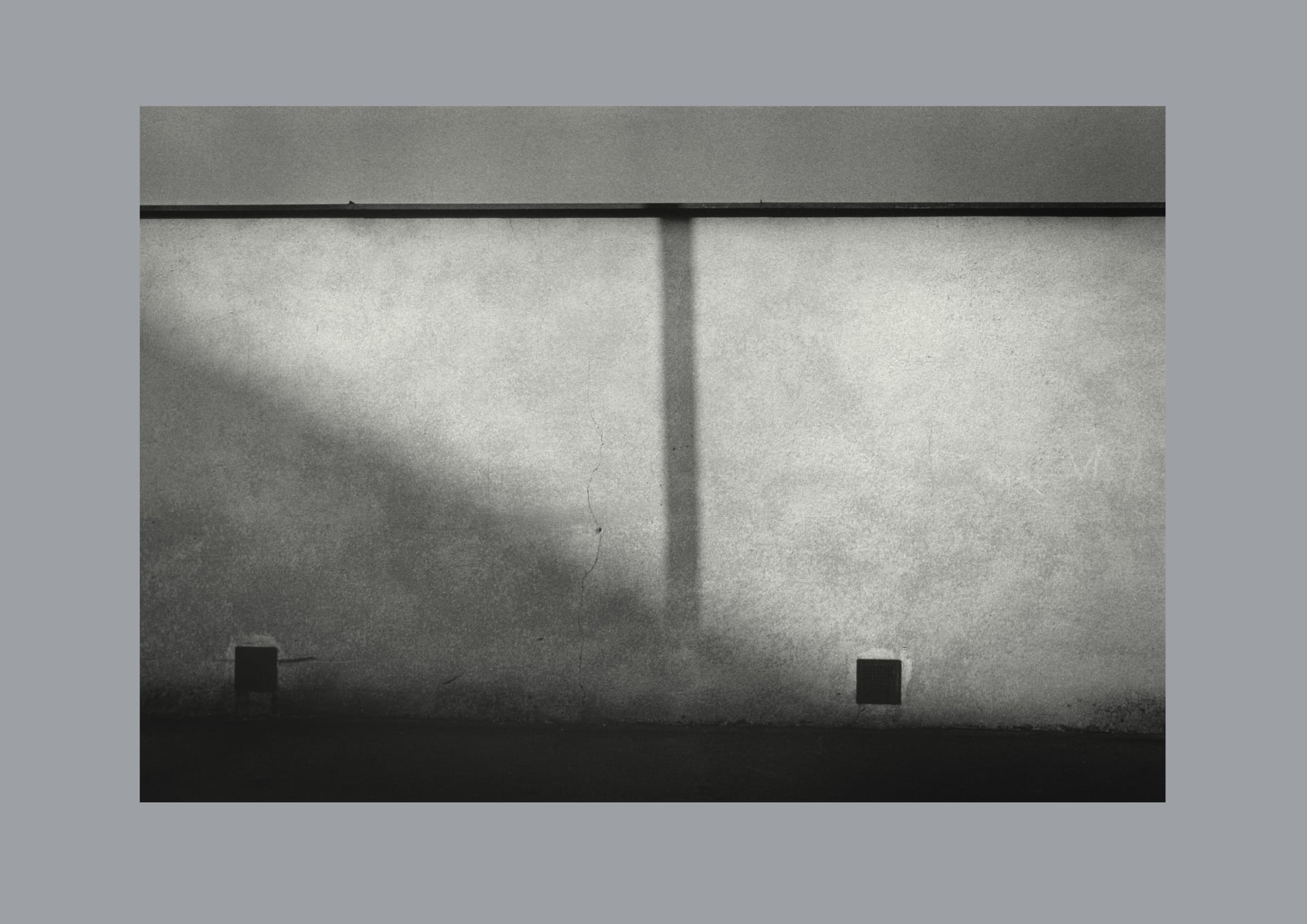
Fragmenty reality V

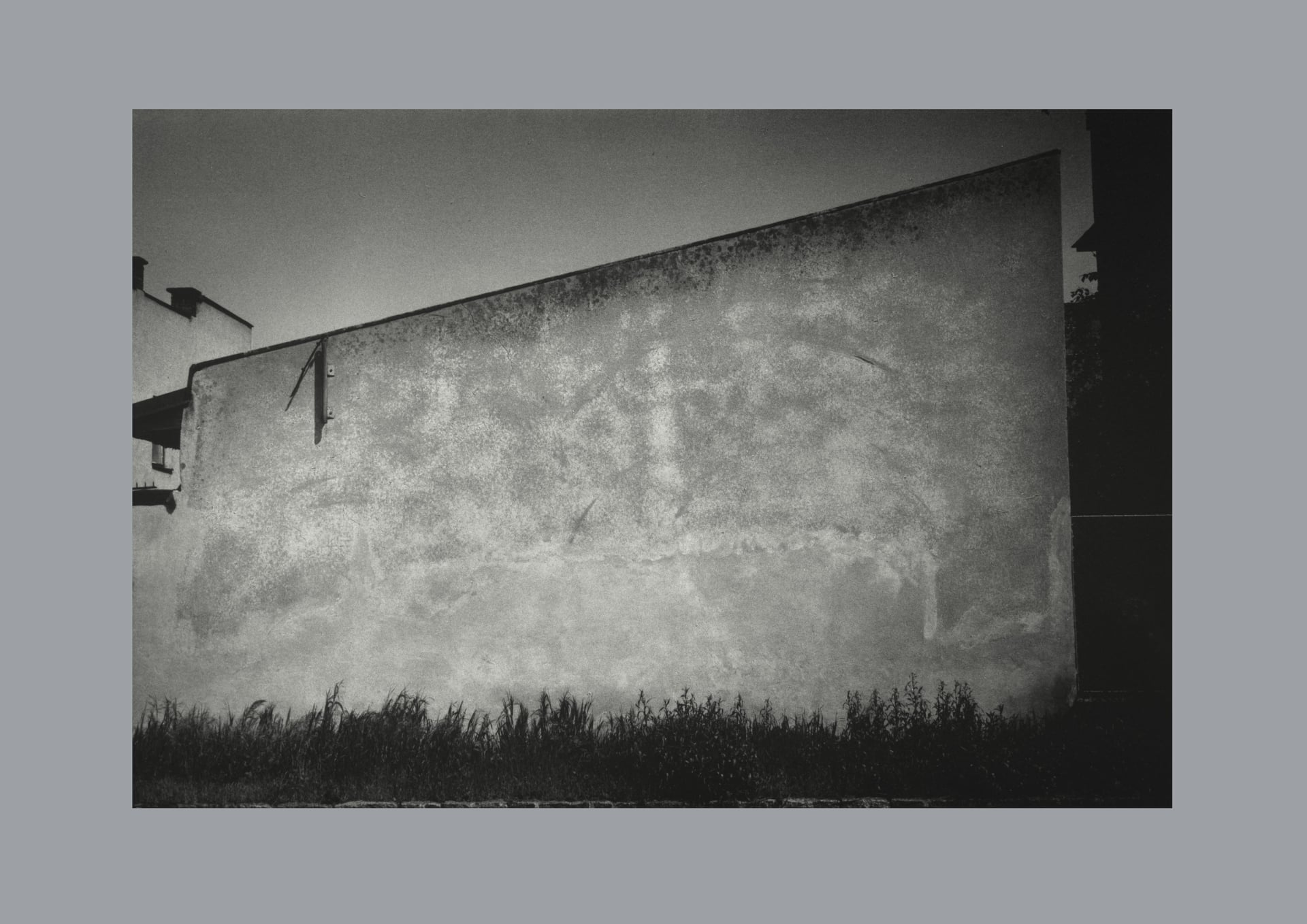
Fragmenty reality VI

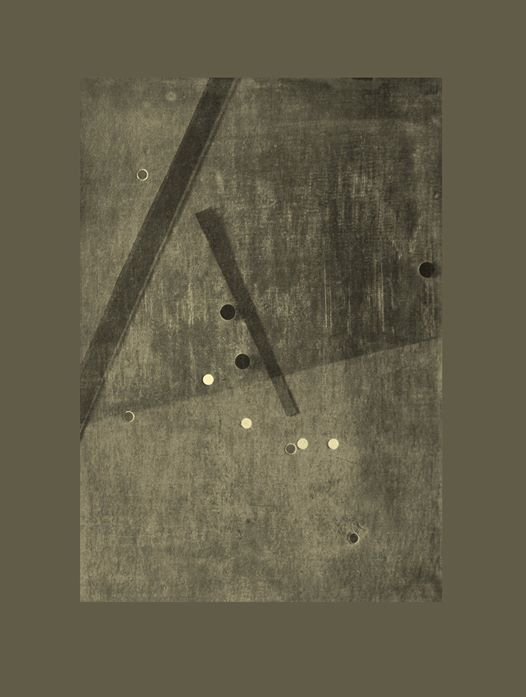
Nefigurace IX

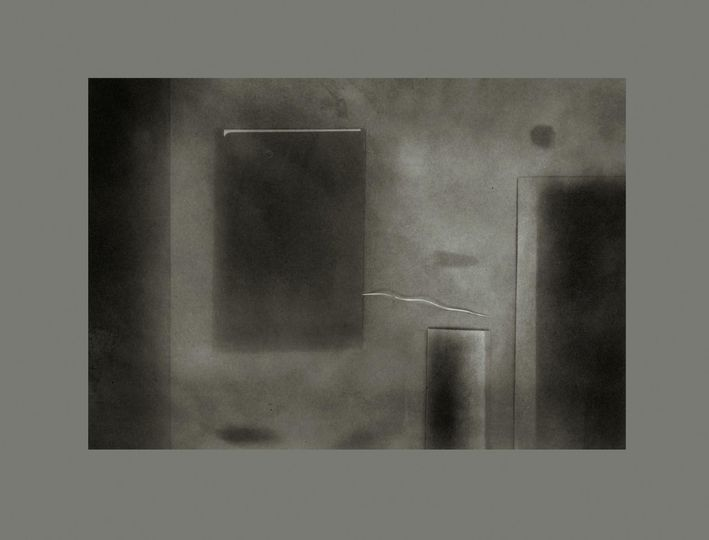
Nefigurace V

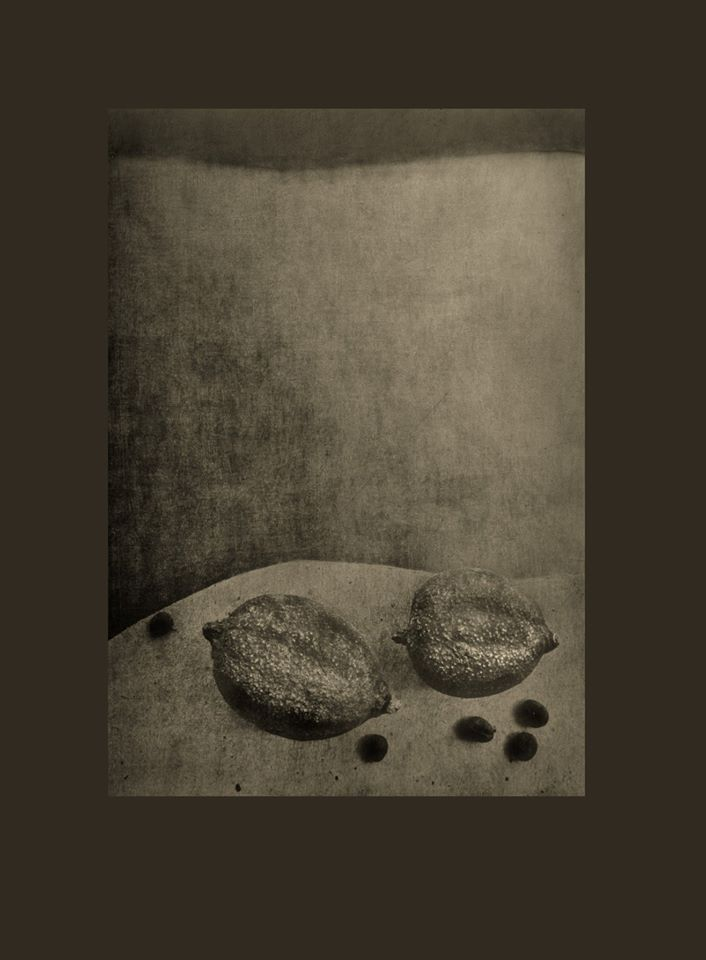
Nefigurace VI

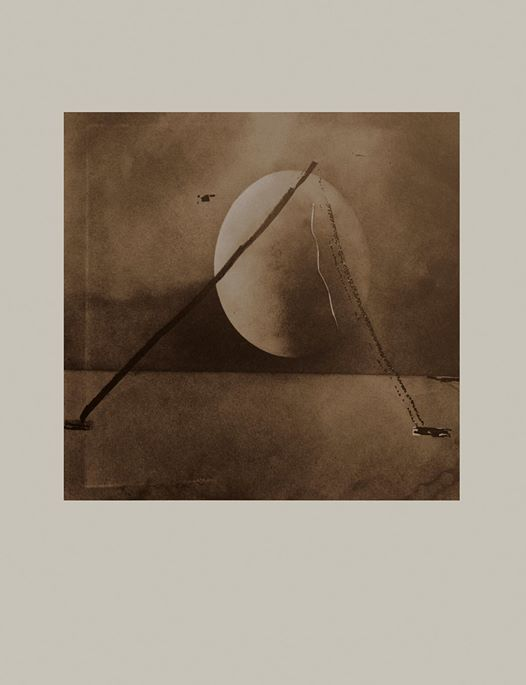
Nefigurace VII

Luděk Vojtěchovský (* 11. srpna 1959 v Čáslavi) je český fotograf a grafik. Je autorem svébytných nefigurativních kompozic, v nichž unikátním způsobem propojuje specifikum černobílé analogové technologie s grafickými prvky. Jeho konfigurace na desce zvětšovacího přístroje nezaměnitelně převádí snímky technického charakteru do světa tradičních symbolických obrazů s úplnou výtvarnou formou a jistým kruhem významů v ní skrytých. Podle Jaromíra Zeminy patří k výrazným tvůrčím osobnostem, které daly umělé obrazné realitě velkou autenticitu. Svou prací vstoupil do prostoru tradičně vymezeného malířům a grafikům a navázal na tvůrčí záměry jemu oblíbených výtvarných umělců imaginativní linie a individuálních směrů moderního umění.

## Život
Vyjma prvního roku a let strávených na pražských školách, Luděk Vojtěchovský stále (2021) žije a tvoří v Pardubicích, kde se i v roce 1980 oženil a založil rodinu (dcera Petra *1985). Vyučil se reprodukčním grafikem – litografem v Polygrafickém učilišti v Praze a později vystudoval při zaměstnání Střední průmyslovou školu grafickou, obor všeobecná polygrafie – rovněž v Praze. To již pracoval ve Východočeských tiskárnách jako reprodukční fotograf. V roce 1983 nastoupil do Krajského střediska státní památkové péče a ochrany přírody v Pardubicích, pro nějž fotografoval historické stavby i mobiliář hradů a zámků. V tomto roce získal první ze zlatých medailí FIAP. Od roku 1990 se stal fotografem na volné noze. Po třiadvacetileté umělecké cestě nastoupil v roce 2013 jako fotograf do Východočeského muzea v Pardubicích.

## Dílo
Do prostředí české fotografie vkročil v polovině 70. let a během první tvůrčí dekády vytvořil tři umělecky ucelené a navazující soubory, tematicky i námětově čerpající z každodenního života starých lidí a dětí na periferiích měst a z atmosféry jejich přehlížených zákoutí či fragmentů.
Zvláštní symbióza světem nekomerčního filmu a malířství stimulované imaginace stojí za jeho zásadami v uměleckém projevu, který spíše „šel vedle“ dobových fotografických tendencí a proudů a v němž uplatňoval čistý přednes, výtvarný řád a uchopení určitých poloh všedního života a v něm transcendence známého i nedosažitelného světa. Proto už figurální snímky z raného období jsou civilní a ukazují život bez patosu a zbytečné dramatičnosti. Jsou jemnými meditacemi o jeho povaze a důraz na obsahovost v nich autor akcentoval pro něho typickou prací se světlem – potlačil jeho přirozené vlastnosti a pouze citlivým korigováním docílil efektu prozařování snímku zevnitř. Toto světlo „z vnitřku” vytváří ono křehké napětí, které evokuje vrstevnatost života a jeho nenáboženskou transcendenci.
Na fotografiích z cyklu Fragmenty reality, patřících rovněž do prvního tvůrčího desetiletí, je možné dokumentovat Vojtěchovského hledání cesty k naplnění bazálního motta „profotit se k podstatě“, což je subjektivním pojmenováním uměleckého záměru převézt reálnou skutečnost do nového tvarosloví, odvozeného od touhy uchopit absolutní všednost liduprázdných ulic. Detailní záběry zděných plotů, fasád domů nebo jejich fragmentů, přetínané vertikálami sloupů veřejného osvětlení, elektrického vedení i s jejich kabely, tyče dopravních značek, plochy chodníků a silnic, nad nimi výseče hlubokého nebe – všechny tyto prvky každodenní reality jsou citlivě redukovány do konstruktivně členěné plochy, vytvářející geometrické formy a vazby, které mění původní význam věcí a vztahů. Monochromatický tón jemných, perleťových šedí a tlumené světlo posouvají zvolený motiv do prostoru nehmotného či duchovního jsoucna. Odbornou kritikou vyzdvihovaný celek a z něho především v zahraničí oceňované jednotlivé fotografie mají jakési završení v sérii detailních záběrů na kovové sloupy pouličního osvětlení na pozadí bezútěšných zdí, které jsou nejvíce spřízněny s minimalistickými a metafyzickými tendencemi moderního výtvarného umění. V dobové vizualitě jsou velmi osobitými příklady hledání harmonie a vnitřního řádu.  
Tvorba Luďka Vojtěchovského vstoupila do fáze stagnace ke konci osmdesátých let. Pár měsíců po Sametové revoluci se vydal na cestu svobodného povolání, kdy prostřednictvím komerčních objednávek hledal možnosti existenčního zajištění. Nutnost obživy ho zavedla mimo jiné k portrétní tvorbě. Vedle obchodních zakázek vznikla řada portrétů dcery a přátel, v nichž dominuje jeho cit pro duši zpodobovaného objektu, v tomto případě člověka.
Nefigurace. Hledání nových možností výtvarného vyjádření přivedlo Vojtěchovského v roce 1995 k tvůrčí práci v temné komoře. Byl to důsledek soustavné snahy o uchopení vnitřních obrazů svého fantazijního a snového světa, o zhodnocení vyhraněných tvůrčích postojů a v neposlední řadě technických znalostí polygraficky vzdělané osobnosti. Setkávání s výjimečnými díly světového i domácího malířství a filmu v době dětství a dospívání mu otevřelo další tvůrčí prostor a podnítilo v něm touhu ryzím způsobem transformovat oblast nepřístupnu lidské zkušenosti, která nemůže byt jednoznačně a definitivně zobrazena. Přetvořit cosi, co je za materiální podstatou světa, za empirickou skutečností, co má charakter metafyzické polarity. Uhelným kamenem jeho směřování se stala vůle spojit protikladné oblasti, svět reality a fantazie a oblast lidské každodennosti s nenáboženskou transcendencí.  
Vynalézá osobitou ikonografii, svůj svět základních znaků a symbolů a s nimi pracuje v klasickém výtvarném řádu, jehož atributy jsou přehledné dělení do skupin, viditelné osy, uspořádaný celek, čitelná rovnováha až symetrie, a v němž má každý vryp, každá čára i linie své místo trpělivě hledané v procesu tvůrčího zasahování do negativu i pozitivu. Usiluje o vnitřní soudržnost, o definitivní, dokončenou a uzavřenou podobu díla. Světlem zvětšováku prosvěcuje na jeho desce komponované drobné předměty, aby se tak stalo tím nejdůležitějším výrazovým elementem, který prozařuje sestavy zevnitř a vnáší tím do zcela jednoduchých kompozic duchovní a duševní rozměr. Spoluvytváří výraznou dimenzi tajemství a posiluje účinek setkávání ducha a hmoty.
Dílo Luďka Vojtěchovského je v kontextu českého výtvarného umění originální, ale ne osamocenou snahou o vyjádření komplementarity vztahů mezi materií a ideou, mezi řádem a náhodou. Formou i obsahem je bezprostředně spjato s těmi výtvarnými tendencemi vývoje výtvarného umění, jejichž výrazovými prostředky jsou abstrakce, minimal art, výtvarný poetismus a vizuální poezie. 

### Výstavy

#### Samostatné (výběr)
- 1983 Krajské kulturní středisko a Klub mládeže SSM, Hradec Králové; Vzpomínky na město
- 1984 foyer Kino-kavárny, Pardubice; Fragmenty města
- 1984 foyer Kina Úsvit, Žilina; Vzpomínky na město
- 1984 Glenrothes Gallery; Edinburgh; Fragmenty města
- 1988 Galerie P, Pardubice; Fotografie z let 1978–1988
- 1998 Výstavní síň FOMA Bohemia; Hradec Králové; Fotografie
- 2001 Galerie STAPRO, Pardubice; Fotografie
- 2003 Galerie Univerzity Pardubice, Fotografie 2000–2003
- 2004 Leica Gallery Prague, Nejvyšší purkrabství Pražského hradu; Praha; Luděk Vojtěchovský
- 2004 Galerie ART, Chrudim; Interlude / Mezihra
- 2005 Le Bathyscaphe, Pommerit-le-Vicomte; Aranžovaná zátiší
- 2005 Galerie GM, Pardubice; Bretaň
- 2006 Galerie ART, Chrudim; Realita abstrakce – fotogramy
- 2007 Galerie FOMA, Hradec Králové; Luděk Vojtěchovský. Dreaming / Snění
- 2009 Galerie 4, Cheb; Mezihra / Interlude
- 2009 Galerie Goller, Selb; Fotoarbeiten von Ludek Vojtechovsky
- 2012 Galerie města Pardubic; Fotogramy
- 2012 Východočeské muzeum v Pardubicích; Fotografie od sedmdesátých let do současnosti
- 2017 Východočeská galerie v Pardubicích; Černobílé světy
- 2018 Nikon Gallery, Praha; Aranžovaná zátiší
- 2018 Galerie Labyrint, Hradec Králové; Suchá zátiší
- 2019 Východočeské divadlo Pardubice; Abstraktní kompozice
- 2020 Galerie ART, Chrudim; Poslední fotografie

#### Společné (výběr)
- 1978 foyer kina Svět, Pardubice; Fotografie (s Jiřím Zikmundem)
- 1980 Výstavní síň PKO, Pardubice; Výstava fotografií členů skupiny SIX (s Milošem Ficem, Zdeňkem Králem, Jiřím Platenkou, Pavlem Sýkorou, Jiřím Zikmundem)
- 1981 Výstavní síň PKO, Pardubice; Fotografie (s Josefem Hledíkem a Jiřím Zikmundem)
- 1981 foyer kina Svět, Pardubice; Výstava fotografií členů skupin SIX a Evoluce
- 1982 foyer kina Svět, Pardubice; Výstava fotografií členů skupin SIX a Evoluce
- 1982 Výstavní síň fotoklubu Příbor; Výstava skupiny Evoluce (s Josefem Hledíkem a Jiřím Zikmundem)
- 1982 Výstavní síň NP Fotochema, Hradec Králové; cyklus Člověk ve městě
- 1983 foyer kina Svět, Pardubice; Výstava fotografií členů skupiny SIX (s Milošem Ficem, Zdeňkem Králem, Františkem Křivkou, Jiřím Platenkou, Pavlem Sýkorou, Jiřím Zikmundem)
- 1983 Klimkovice, Klimkovické fotosession (s L. Bechným, M. Burešem, M. Bělíkovou, K. Fonem, O. Genderem, J. Hledíkem, G. Holleinem, R. Holubem, M. Myškou)
- 1984 foyer kina Svět, Pardubice; Výstava fotografií členů skupiny SIX (s Milošem Ficem, Zdeňkem Králem, Jiřím Platenkou, Pavlem Sýkorou a Jiřím Zikmundem)
- 1985 foyer kina Svět, Pardubice; Výstava fotografií členů skupiny SIX (s Milošem Ficem, Jiřím Platenkou, Pavlem Sýkorou, Jiřím Zikmundem)
- 1986 Galerie 4, Cheb; Nové pohledy
- 1986 dům U zlatého melounu, Praha; Nové pohledy (s Josefem Husákem, Petrem Šimrem, Martinem Smékalem, Janem Raunerem, Ivanou Uldrychovou, Miroslavem Machotkou, Štěpánem Grygarem, Bořkem Sousedíkem, Josefem Mouchou, Marcelem Ryšánkem, Jiřím Zikmundem, Vladimírem Kotulánem, Josefem Vojáčkem, Jiřím Foltýnem, Petrem Lukáčem)
- 1986 Výstavní síň OKS, Ústí nad Labem; 5x město (se Štěpánem Grygarem, Josefem Husákem, Miroslavem Machotkou, Bořkem Sousedíkem)
- 1992 Galerie GONG, Pardubice; Fotografie a grafika (s Evou Francovou)
- 1996 zámek a synagoga Mikulov; Mikulovské fotobraní (s Ladislavem Drezdowiczem, Bětkou Procházkovou, Bohdanem Holomíčkem, Rolandem Schmidem, Jurajem Lipscherem, Milošem Klimešem, Pavlem Šmídem)
- 1998 Galerie GONG, Pardubice; Fotografie (s Věrou Mohylovou)
- 2002 zámek, synagoga, Mikulov; Mikulovské fotobraní
- 2003 Galerie Fiducia, Důl Michal, Ostrava; Ostrava – periferie nebo co?! (s Milanem Davidem, Ladislavem Drezdowiczem, Bohdanem Holomíčkem, Jurajem Lipscherem, Robertem Portelem, Rolandem Schmidem, Pavlem Šmídem)
- 2003 Galerie FONS, Pardubice; Černobílý New York (s Pavlem Šmídem)
- 2004 Internationale Photoszene, Köln 2004, Kolín nad Rýnem; Mitten am Rand (s Pavlem Šmídem a dalšími)
- 2005 Nosticův palác, Praha; Dostředivé okraje
- 2005 Muzeum Východočeského kraje, Hradec Králové; Salon východočeských fotografů (L. Fišer, J. Havel, B. Holomíček, J. Jahoda, R. Kalhous, C. Košťál, V. Krejčí, M. Krejčík, K. Krejčíková, J. Kroul, V. Mohylová, L. Ouřadová, O. Petyniak, V. Skalický, M. Stejskalová, R. Štěpařová, A. Vaníček, M. Vojíř, L. Vojtěchovský a S. Voksa)
- 2006 Galeria Gardzienice, Lublin; (s Janem Adamcem, Evou Francovou, Jaroslavem Jebavým, Štěpánem Málkem, Radoslavem Pavlíčkem a Pavlem Šmídem)
- 2006 Východočeská galerie v Pardubicích, Dům U Jonáše; Dostředivé okraje (s Bořivojem Borovským, Václavem Boštíkem, Alvou Hajnem, Jaroslavem Jebavým, Janem Knapem, Bohdanem Kopeckým, Františkem Kynclem, Jiřím Lacinou, Karlem Malichem, Zbyškem Sionem)
- 2008 Galerie Zázvorka, Nové Město nad Metují; Nekonečnost iluze
- 2016 Východočeská galerie v Pardubicích, Dům U Jonáše, Pardubice; Mozaika – 16 pardubických fotografů (s Janem Adamcem, Štěpánem Bartošem, Milošem Ficem, Alešem Formánkem, Radkem Kalhousem, Milanem Křičkem, Tomášem Kubelkou, Michalem Kudláčkem, Petrem Moškem, Liborem Němcem, Vlastimilem Raškou, Evou Stanovskou, Pavlem Šmídem, Stanislavem Voksou a Petrem Wagenknechtem)

### Mezinárodní ocenění
- 1980 Polsko (Varšava), Malé formáty – diplom
- 1981 Jugoslávie (Novi Sad), 5. Salon FIAP – bronzová medaile
- 1981 Dánsko, 16. bienále černobílé fotografie FIAP (československá kolekce se umístila na 6. místě ze 44 států) – bronzová medaile
- 1981 Belgie, 9. Fotosalon Sobeka–Zwevegem – zlatá medaile
- 1983 NSR, Burghausen, Mladí ukazují Evropu – zlatá medaile
- 1983 Dánsko, 1. mezinárodní salon FIAP „The Golden” – zlatá medaile
- 1985 Dánsko,1. mezinárodní salon FIAP „The Golden” – diplom
- 2000 Turecko, Instanbul, 2. mezinárodní salon FIAP – zlatá medaile

### Národní ocenění
- 44 účastí, 30 cen a diplomů

### Zastoupení ve sbírkách
- Del Bello Gallery, Toronto
- Galerie ART, Chrudim[7]
- Galleri Balder, Oslo
- Leica Gallery Prague, Praha
- Svaz českých fotografů, Praha]Vintage Works, Ltd. Fine Photography, Chalfont

## Galerie

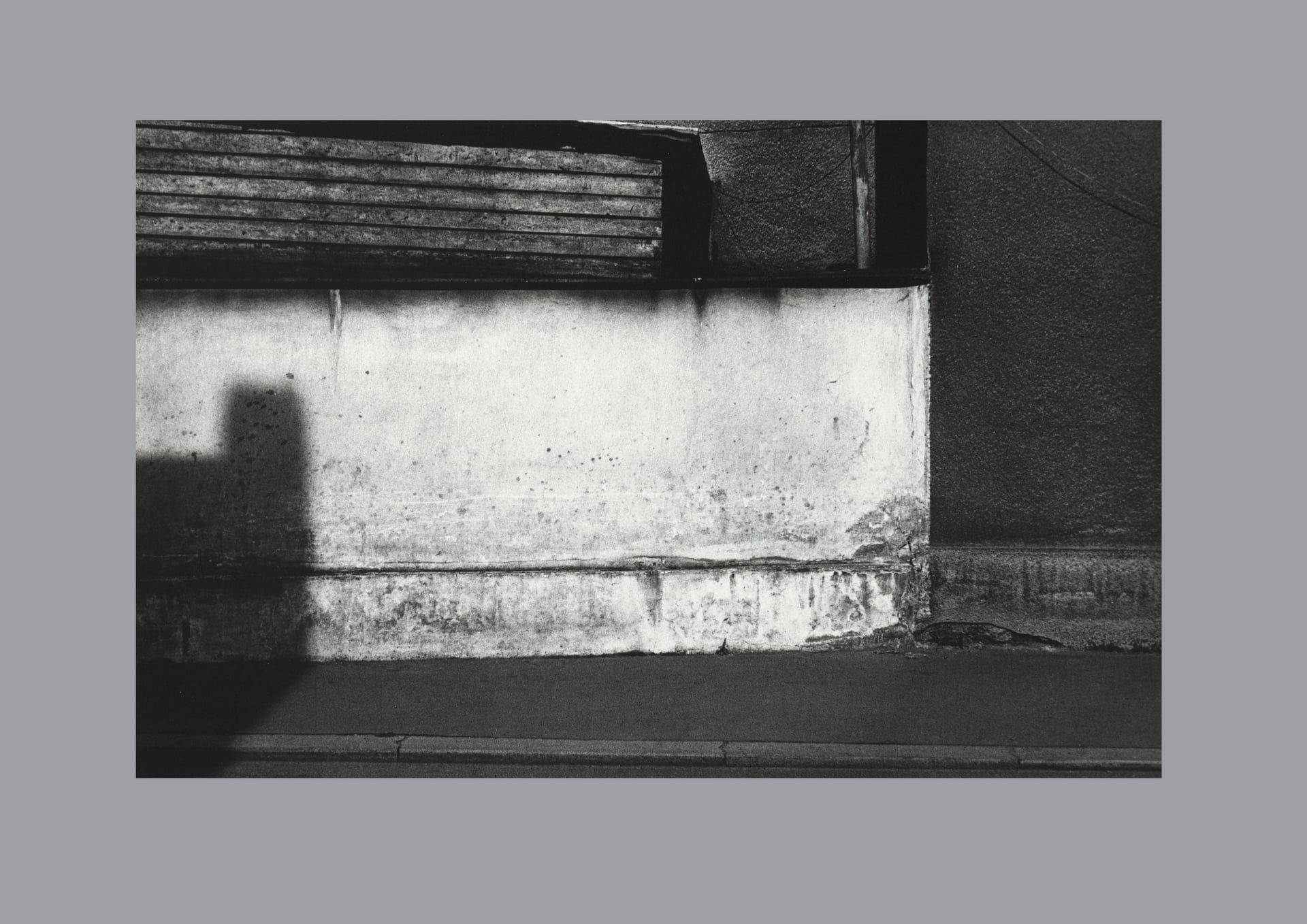
Fragmenty reality VII
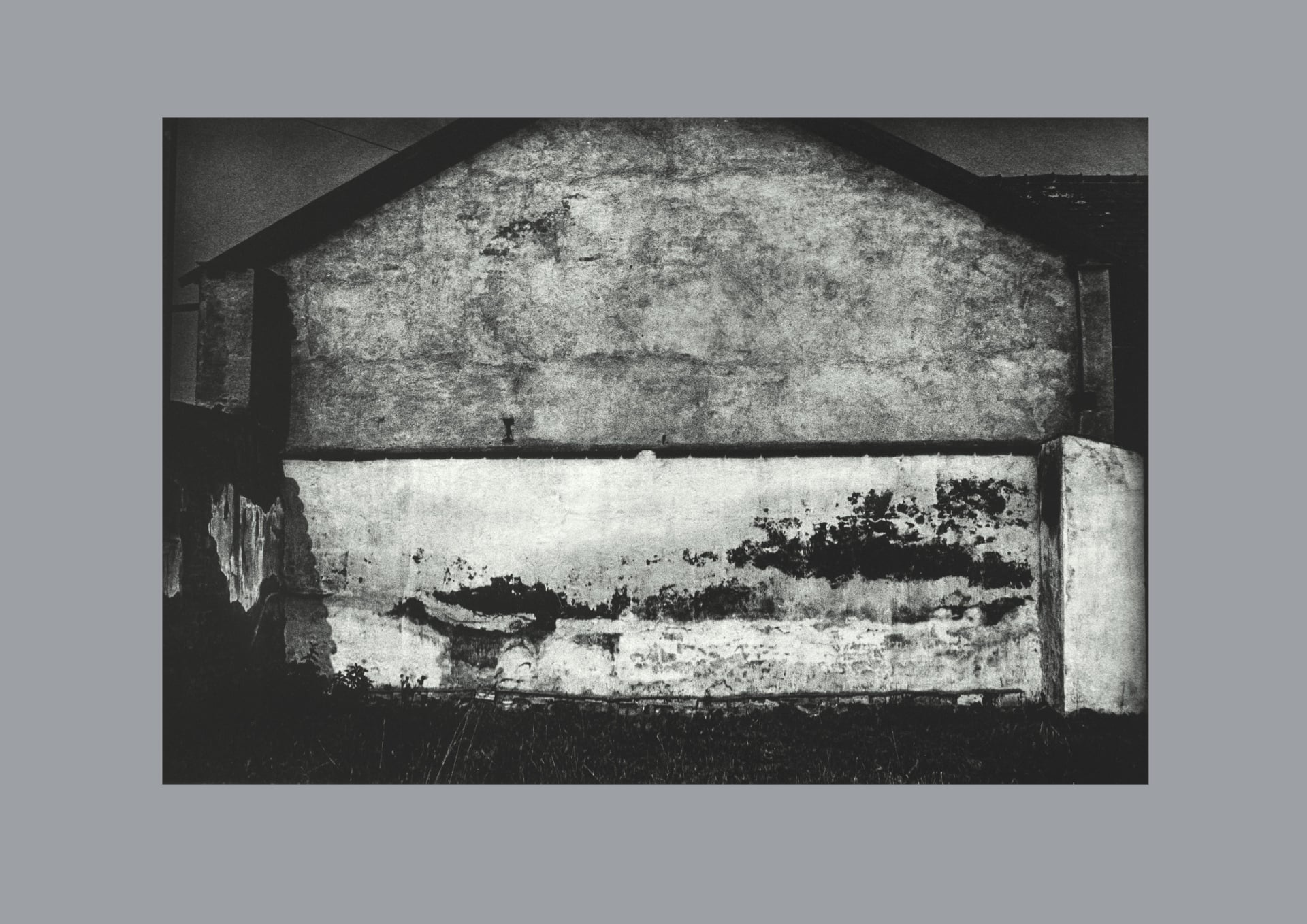
Fragmenty reality VIII
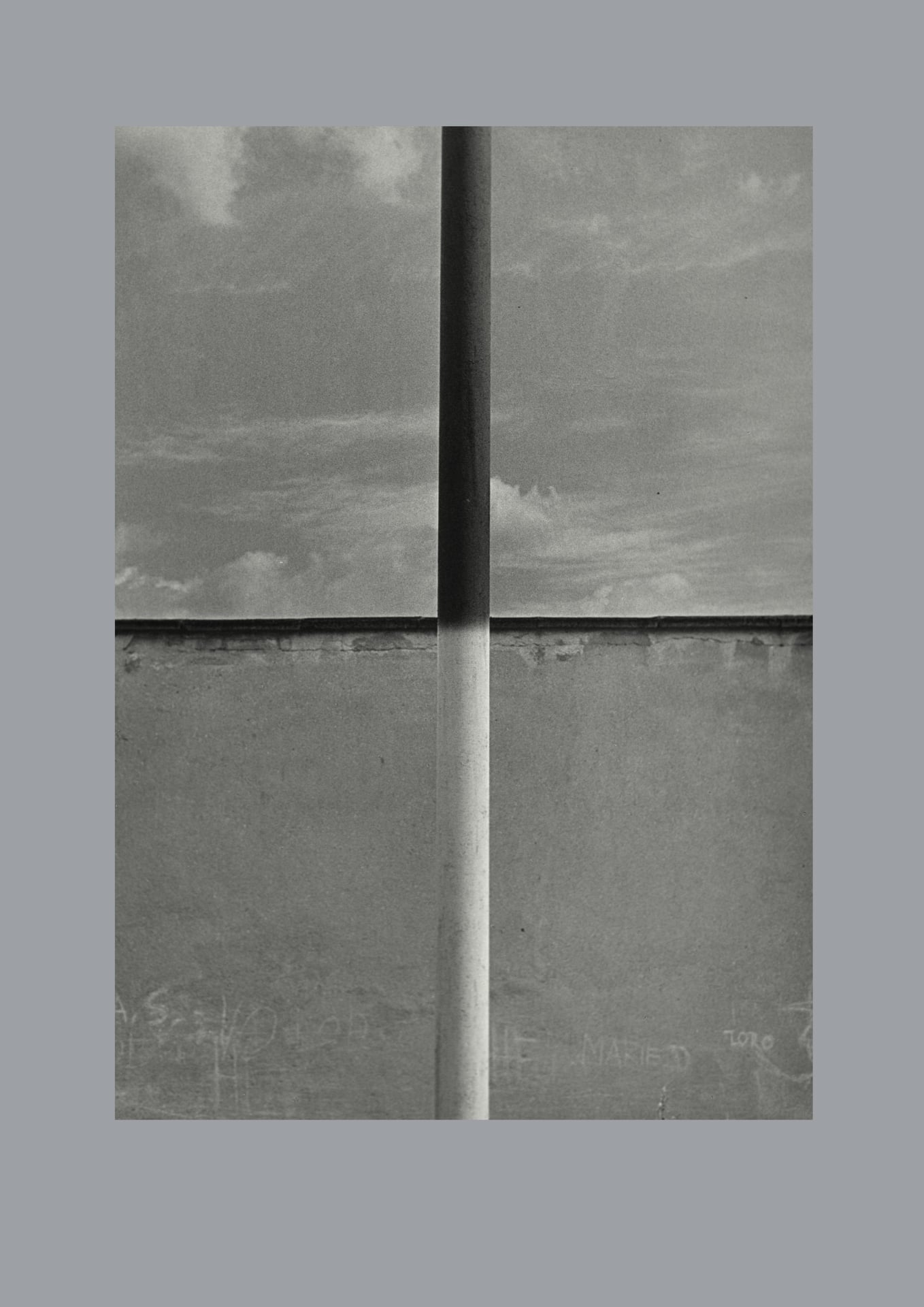
Fragmenty reality X
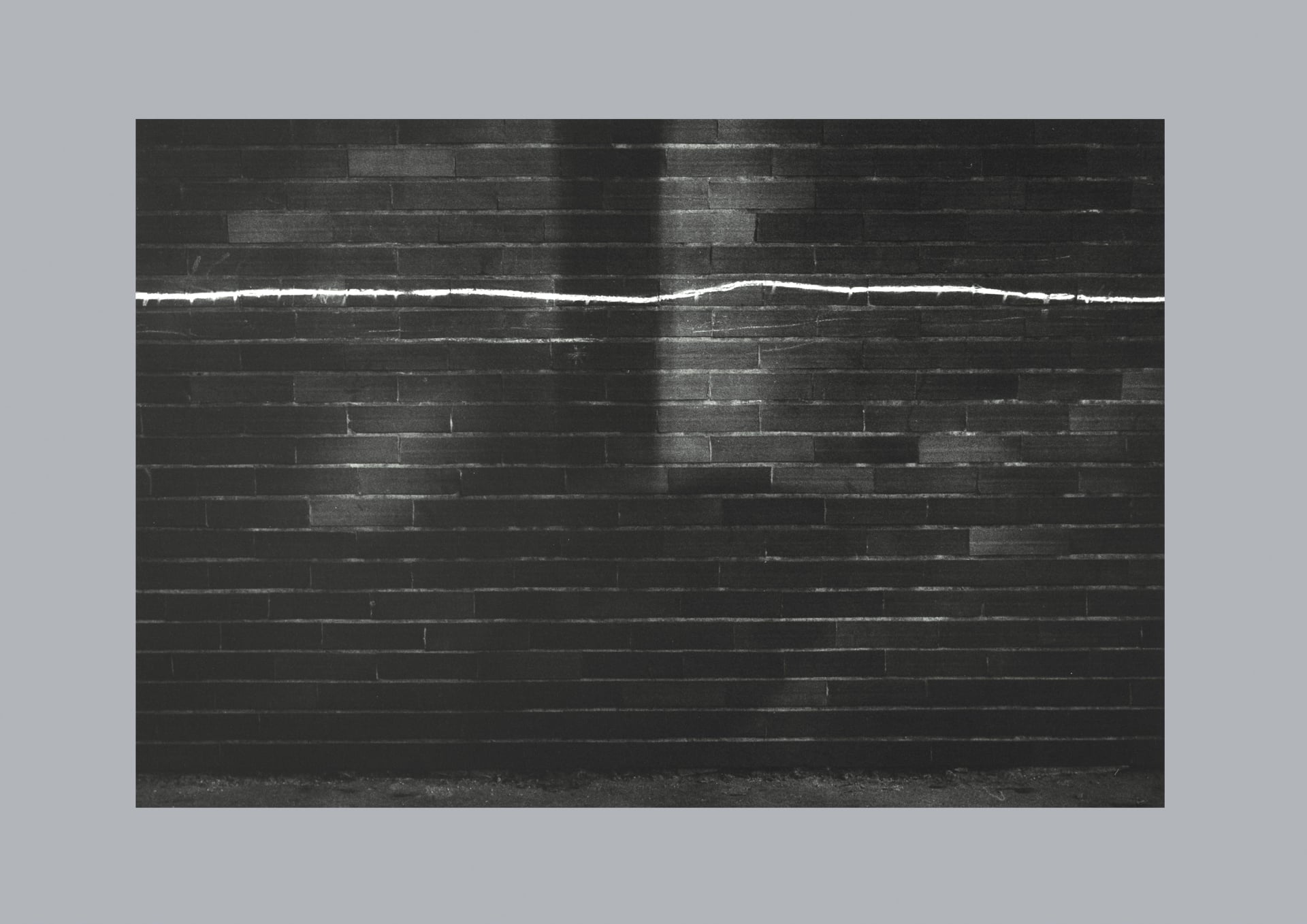
Fragmenty reality XI
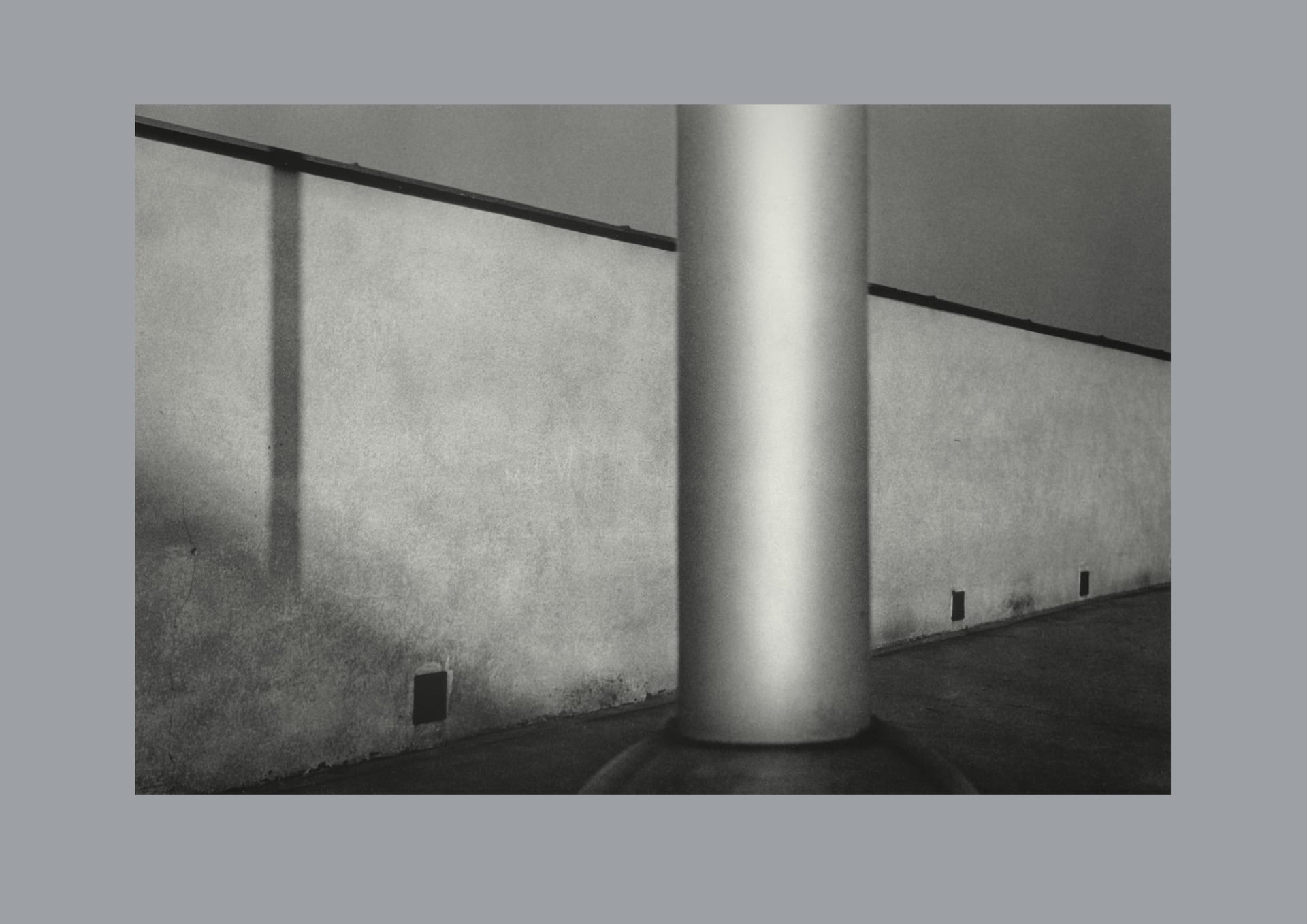
Fragmenty reality XII
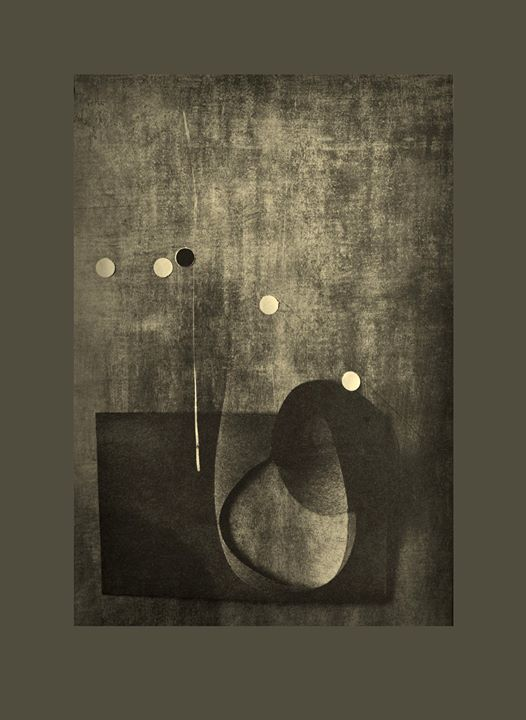
Nefigurace I
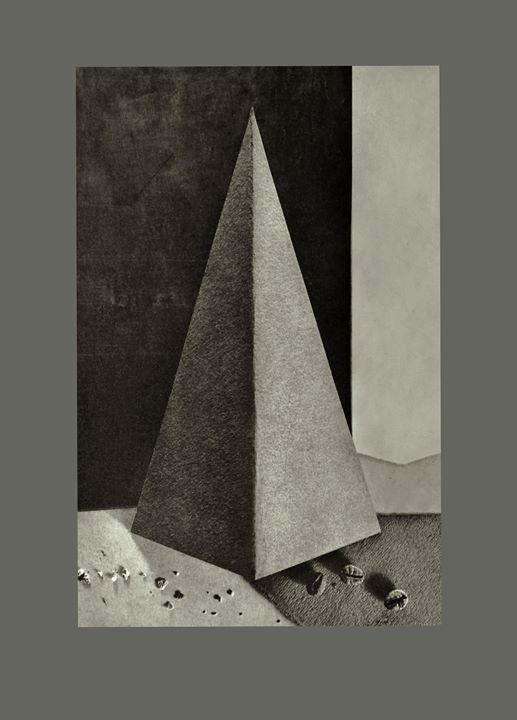
Nefigurace II
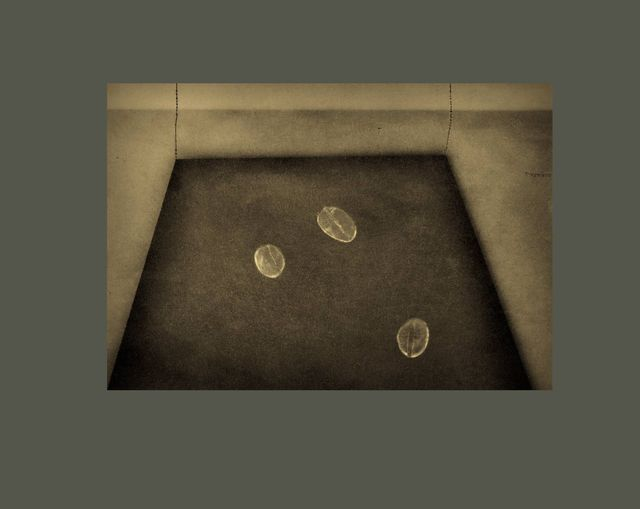
Nefigurace III
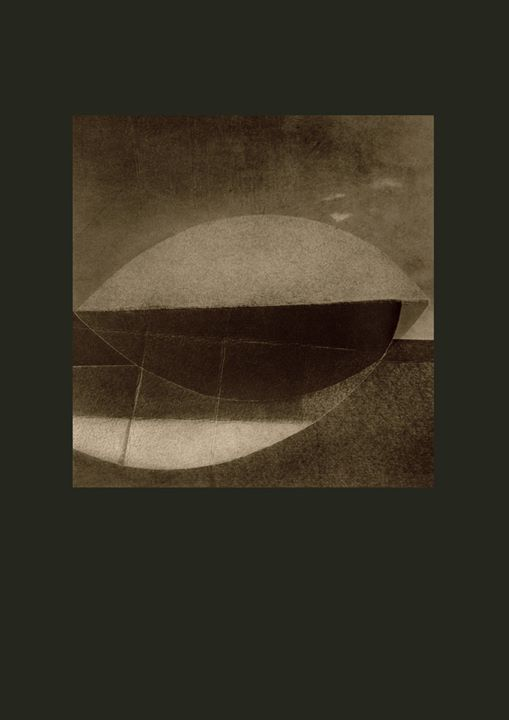
Nefigurace IV
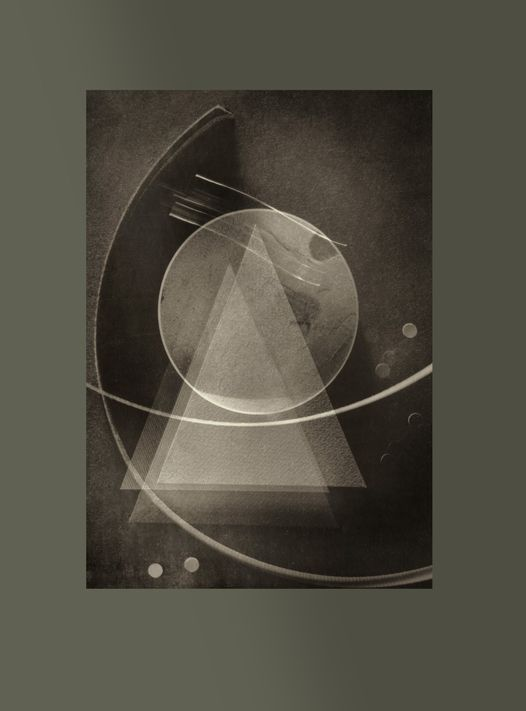
Nefigurace VIII
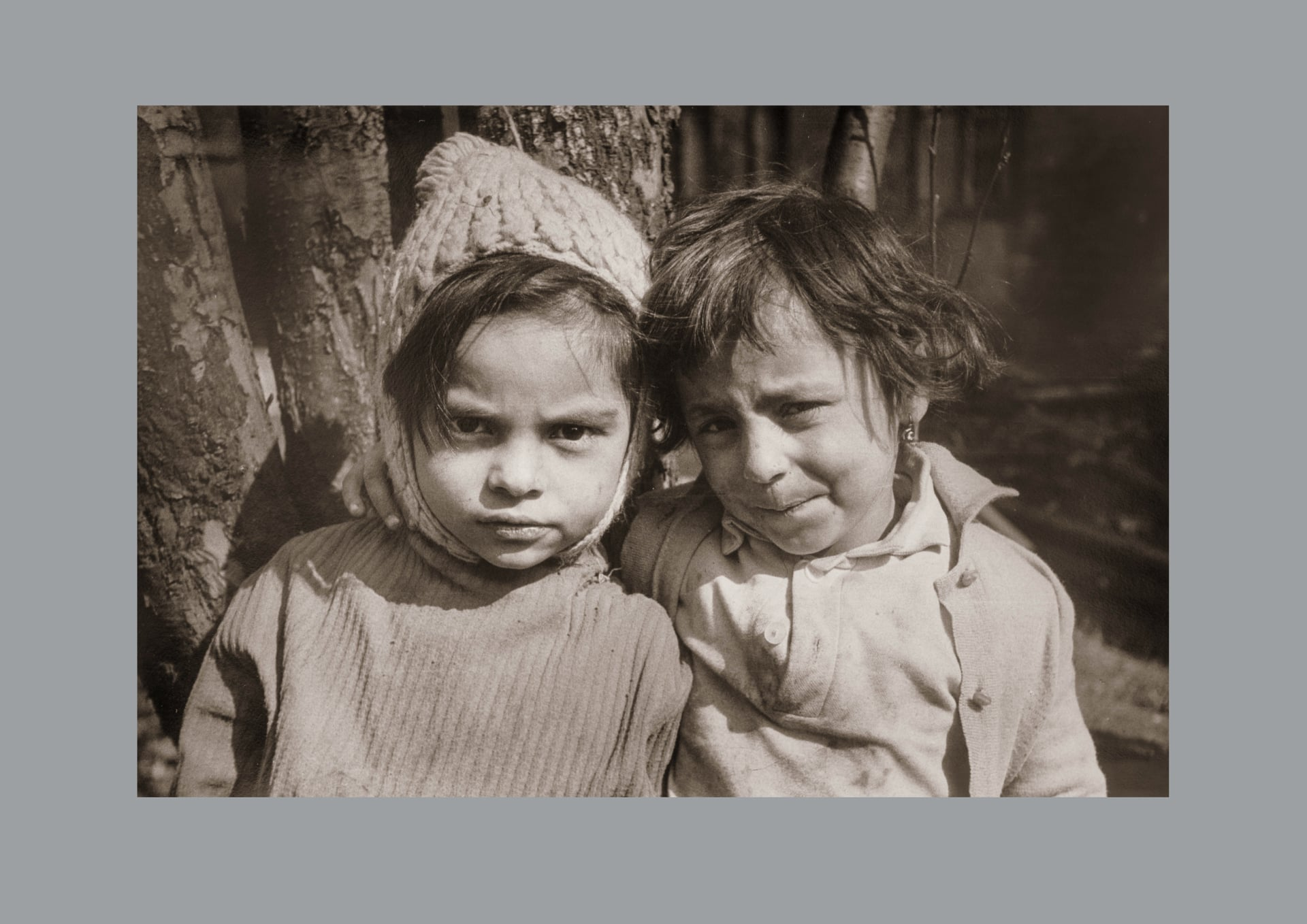
Soubor Děti I